# Pancorius dabanis
Pancorius dabanis là một loài nhện trong họ Salticidae.
Loài này thuộc chi Pancorius. Pancorius dabanis được Henry Roughton Hogg miêu tả năm 1922.